# Elia Schneider
Elia K. Schneider (Caracas, Veneçuela, 16 de gener de 1952 - Los Angeles, Califòrnia, 28 d'agost de 2020) va ser una escriptora, directora i productora de cinema i teatre veneçolana, que va estar casada amb el cineasta uruguaià-veneçolà José Ramón Novoa.

## Biografia
Schneider es va iniciar des de molt jove en la dansa i el ballet clàssic, estudià coreografia i va dirigir teatre. El 1980 va anar a fer un màster a l'Institute of Fine Arts de la Universitat de Nova York i des d'aleshores va dirigir i produir curtmetratges.
La seva pel·lícula Huelepega: Ley de la calle (1999), basada en els nens del carrer submergits en la drogoaddicció i que va ser censurada durant el període del segon govern de Rafael Caldera, va guanyar 15 premis nacionals i internacionals, va estar prenominada al Óscar per Veneçuela i va ser l'èxit de taquilla més important d'aquest any. La seva pel·lícula Punto y raya (2004), basada en la història d'un soldat colombià i un altre veneçolà a la frontera comuna, també va ser prenominada a l'Óscar per Veneçuela i va rebre 24 premis als festivals de l'Havana, Huelva, Gramado, Biarritz, Bogotà, Santa Bàrbara, Santo Domingo, San Francisco i el Festival Llatí de Los Angeles. És també la primera pel·lícula veneçolana que participa en la competició dels Globus d'Or 2004. Des-autorizados (2010) fou nominada alo Premis Golden Globet en el XIII Festival Internacional de Cinema de Xanghai (categoría «A») i va ser seleccionada a la competència oficial del Festival de l'Havana (2010).
En 2016 va estrenar el seu darrer llargmetratge, Tamara, inspirada en la vida de Tamara Adrián, inspirada en la vida de Tamara Adrián, advocada transsexual veneçolana i reconeguda activista pels drets de les dones, de les minories sexuals i LGBT.
Com a docent va exercir en 2001 com a instructora de Formació Actoral, i va formar part del personal de professors de la facultat del Stella Adler Acting Institute de Los Angeles. El seu taller «Fundamentos de Arte Escénico: Técnica Adler en español» és considerat com un dels millors d'aquesta escola.
El 28 d'agost de 2020, mor a la ciutat de Los Angele a causa d'un càncer de fetge.

## Cinema

### Llargmetratges
- 2016: Tamara (guió i direcció)[5][6]
- 2011: Solo (guió i producció)
- 2010: Des-autorizados (guió i direcció)[7]
- 2010: Esclavo de Dios (producció)
- 2009: Un lugar lejano (producció)
- 2007: The Unfit (guió)
- 2002: El Don (guió i producció)[7]
- 2004: Punto y raya (direcció)[7]
- 2000: Huelepega (guió i direcció)[7]
- 2000: Oro Diablo (producció)[7]
- 1998: Los judíos de Coro (guió)
- 1994: Sicario (producció)[7]
- 1985: Agonía (producció)

### Curtmetratges
- 1982: Tierras prestadas (direcció i producció)
- 1980: Pedro Navaja (direcció i producció)
- 1979: El gran mundo (direcció i producció)

## Videoclips
- 2007: Des-autorizados (direcció i producció)
- 2006: Punto y raya (direcció i producció)
- 2004: MSR (direcció i producció)
- 2001: Huelepega (direcció i producció)

## Televisió
- 1992: 8 series dramáticas (direcció)

## Teatre
- 2018: Citizens of the Gray (direcció i creació)
- 2012: La playa (direcció i creació)
- 2009: Emigrantes (direcció)
- 2004: La lección (direcció i adaptació del llibret)
- 2000: Rooms (direcció i creació))
- 1998: Gaz (direcció i creació)
- 1996: Stasis (direcció i creació)
- 1984: Blumfeld (direcció i creació)
- 1982: A petición del público (direcció i creació)
- 1981: Man is man (direcció)
- 1980: La boda (direcció)
- 1979: Los criminales (direcció)

## Òpera
- 2003: Oedipus Rex (direcció)